# Respiración aeróbica
La respiración aeróbica o respiración aerobia es un tipo de respiración celular en la que se requiere el oxígeno, como aceptor final de electrones. Esta es realizada por las células de la mayoría de seres vivos, incluidos los humanos; los organismos que llevan a cabo este conjunto de procesos metabólicos reciben el nombre de aerobios. En otras palabras la respiración aeróbica es el metabolismo energético en el que los seres vivos obtienen energía de moléculas orgánicas, oxidando algún sustrato y utilizando oxígeno (O2) como aceptor final de electrones. En otras variantes de la respiración celular, el aceptor final de electrones es distinto del oxígeno. En  ese caso se hablaría de la respiración anaeróbica.
La respiración aeróbica la realizan todos los organismos eucariontes y algunos tipos de bacterias y arqueas.

La respiración aeróbica dentro de una célula eucariota.

En eucariontes, el oxígeno ingresa a través de la membrana plasmática y luego atraviesa las membranas mitocondriales. En la matriz de la mitocondria se une a electrones y protones (que sumados constituyen átomos de hidrógeno) formando agua al final de la cadena respiratoria. En esa reacción y en procesos anteriores se obtiene la energía necesaria para la fosforilación del ADP a ATP.
En presencia de oxígeno, el ácido pirúvico, ya obtenido durante la primera fase de glucólisis anaerobia  es oxidado para proporcionar energía y dióxido de carbono. A esta serie de reacciones se las conoce como  descarboxilación oxidativa del ácido pirúvico. Al finalizar la reacción, se forma un radical acetilo, el cual, con la adhesión a la coenzima A, formará acetil-CoA. En ausencia o escasez del agente oxidante (O2), el ácido pirúvico se transforma en ácido láctico.
La acetil-CoA, formada anteriormente, ingresa al ciclo de Krebs, al unirse con una molécula de cuatro átomos de carbono (oxaloacetato). Generando así otra molécula con seis átomos de carbono (citrato). En el transcurso del ciclo, el citrato se recicla a oxaloacetato, liberando dos átomos de carbono en forma de CO2. También se obtienen como productos 1 GTP, 3 NADH y 1 FADH2, siendo estos últimos los que capturaron un total de 8 electrones y 5 protones (correspondientes a sus estados de reducción en conjunto).
Para finalizar, las coenzimas se dirigen a las crestas de la mitocondria, formadas por los pliegues de la membrana interna. Pero en caso de tratarse de células procariotas, se desplazan hacia la membrana plasmática. En estas estructuras se ubican los complejos enzimáticos encargados de reducir el O2 a agua y de la síntesis de ATP. Aprovechando un gradiente de protones producido entre el espacio intermembrana y la matriz. Este proceso se conoce como fosforilación oxidativa, siendo la fase final de la respiración aeróbica.
La ecuación química global de la respiración aeróbica es la siguiente:

## Etapas de la respiración aeróbica

Respiración aeróbica dentro de las células eucariotas.

Para facilitar su estudio, la respiración aeróbica se ha subdividido en etapas que ocurren en forma sucesiva: glucólisis, descarboxilación oxidativa del ácido pirúvico, ciclo de Krebs y fosforilación oxidativa.

### Glucólisis
Durante la glucólisis, una molécula de glucosa es oxidada y dividida en dos moléculas de ácido pirúvico (piruvato). En esta ruta metabólica se obtienen dos moléculas netas de ATP y se reducen dos moléculas de NAD+; el número de carbonos se mantiene constante (6 en la molécula inicial de glucosa, 3 en cada una de las moléculas de ácido pirúvico). Todo el proceso se realiza en el citosol de la célula.

Glucólisis

Existen otros compuestos, además de la glucosa, que pueden ser transformados en intermediarios de este proceso:
- La glicerina (glicerol) que se forma en la lipólisis de los triglicéridos se incorpora a la glucólisis a nivel del gliceraldehído 3 fosfato.

- La desaminación oxidativa de algunos aminoácidos también rinde piruvato; que tienen el mismo destino metabólico que el obtenido por glucólisis.

- El ácido láctico se puede convertir en glucosa, en un proceso llamado gluconeogénesis, en el hígado. Para luego participar en la glucólisis. Este mecanismo se conoce como ciclo de Cori.

### Descarboxilación oxidativa del ácido pirúvico
El ácido pirúvico entra en la matriz mitocondrial encontrándose con el complejo enzimático piruvato deshidrogenasa. Donde se desarrolla la descarboxilación oxidativa del piruvato; denominada descarboxilación porque se extrae uno de los tres carbonos del ácido pirúvico, liberado en forma de CO2. Además, al mismo tiempo se liberan dos átomos de hidrógeno (oxidación por deshidrogenación), que son capturados por el NAD+, que se reduce a NADH. Por tanto; el piruvato se transforma en un radical acetilo (-CO-CH3, ácido acético sin el grupo hidroxilo). Posteriormente es captado por la coenzima A (que pasa a formar acetil-CoA), que es la encargada de transportarlo a la siguiente fase.

### Ciclo de Krebs
El ciclo de Krebs es una ruta metabólica cíclica que se lleva a cabo en la matriz mitocondrial. En la cual se realiza la oxidación de los dos acetilos transportados por la acetil coenzima A, hasta producir dos moléculas de CO2. Esta reacción libera energía en forma utilizable, es decir poder reductor (3 NADH, 1 FADH2) y 1 GTP en cada ciclo.
Para cada glucosa se producen dos vueltas completas del ciclo de Krebs, dado que se habían producido dos moléculas de acetil coenzima A en el paso anterior; por lo tanto se duplican los productos (6 NADH y 2 FADH2) se ganan 2 GTPs y se liberan 4 moléculas de CO2. Estas cuatro moléculas, sumadas a las dos de la descarboxilación oxidativa de ambos piruvatos, hacen un total de seis, que es el número de moléculas de CO2 que se producen en respiración aeróbica (ver ecuación general).

### Fosforilación oxidativa

Representación de la cadena de transporte de electrones y la ATP sintasa en una célula eucariota.

Conforma a las últimas etapas de la respiración aeróbica y tienen dos finalidades básicas:
1. Reoxidar las coenzimas que se han reducido en las etapas anteriores (NADH y FADH2) con el fin de que estén de nuevo disponibles para aceptar electrones y protones de nuevos substratos oxidables.
2. Producir energía utilizable en forma de ATP.

Estos dos fenómenos están íntimamente relacionados y acoplados mutuamente. Se producen en una serie de complejos enzimáticos situados (en eucariotas) en la membrana interna de las mitocondrias. Donde dos de los cuatro complejos realizan la reoxidación de las mencionadas coenzimas. Luego transportan los electrones de un complejo al otro y aprovechan su energía para bombear protones desde la matriz mitocondrial hasta el espacio intermembrana. Estos protones se acumulan en esa zona mientras que los electrones transportados son cedidos al O2 en una reacción, producida en el complejo IV, que tiene como producto agua. En conjunto, el trasporte de electrones, el bombeo de protones y la reducción del oxígeno a agua, constituyen la cadena respiratoria. Los protones acumulados fuera de la matriz  solo pueden regresar a ella a través de la ATP sintasa, enzima que aprovecha el gradiente electroquímico para fosforilar el ADP a ATP. Utilizando fosfato inorgánico para enlazarlo al ADP con la energía obtenida del flujo de protones que pasa a través de ella. Este mecanismo se denomina quimiosmosis.
Los electrones y protones, (que forman átomos de hidrógeno), implicados en estos procesos son cedidos definitivamente al oxígeno (O2) que se reduce a agua. Nótese que el oxígeno atmosférico obtenido por ventilación pulmonar tiene como única finalidad actuar como aceptor final de electrones y protones en la respiración aeróbica. Siendo eliminado como vapor de agua en la exhalación.